# Commensurabilité (éthique)
Pour les articles homonymes, voir commensurabilité.
La commensurabilité désigne, en éthique, la possibilité de placer sur un même niveau moral et de comparer deux principes moraux.

## Concept
Le concept est mobilisé dans le cadre de l'étude des traditions et des valeurs de différentes sociétés. Alasdair MacIntyre soutient qu'il n'existe aucune incommensurabilité dernière entre traditions.
Pour Baruch Spinoza, les vérités ne sont pas commensurables entre elles. La question de la commensurabilité des vérités est reprise et explorée par Friedrich Nietzsche.
Le terme ne doit être confondu avec le concept de commensurabilité en philosophie économique. Aristote, en effet, utilise le terme pour désigner la monnaie en tant qu'elle rend tous les biens commensurables.